# Klapa s Mora
Klapa s Mora is een Kroatisch muziekensemble.

## Biografie
Het ensemble werd speciaal ter gelegenheid van het Eurovisiesongfestival 2013 opgericht door de Kroatische openbare omroep HRT. Op 15 januari 2013 maakte HRT bekend dat het nummer Mižerja namens Kroatië vertolkt zou worden op het Eurovisiesongfestival, maar pas op 11 februari werd duidelijk dat dit zou gebeuren door Klapa s Mora. Op het festival geraakte het lied niet voorbij de halve finale.
1993: Put · 
1994: Tony Cetinski · 
1995: Magazin & Lidija · 
1996: Maja Blagdan · 
1997: ENI · 
1998: Danijela · 
1999: Doris Dragović · 
2000: Goran Karan · 
2001: Vanna · 
2002: Vesna Pisarović · 
2003: Claudia Beni · 
2004: Ivan Mikulić · 
2005: Boris Novković · 
2006: Severina · 
2007: Dragonfly feat. Dado Topić · 
2008: Kraljevi Ulice & 75 Cents · 
2009: Igor Cukrov feat. Andrea Šušnjara · 
2010: Feminnem · 
2011: Daria Kinzer · 
2012: Nina Badrić · 
2013: Klapa s Mora · 
2016: Nina Kraljić · 
2017: Jacques Houdek · 
2018: Franka Batelić · 
2019: Roko · 
2021: Albina Grčić · 
2022: Mia Dimšić · 
2023: Let 3 · 
2024: Baby Lasagna · 
2025: Marko Bošnjak